# 拉姆安拉

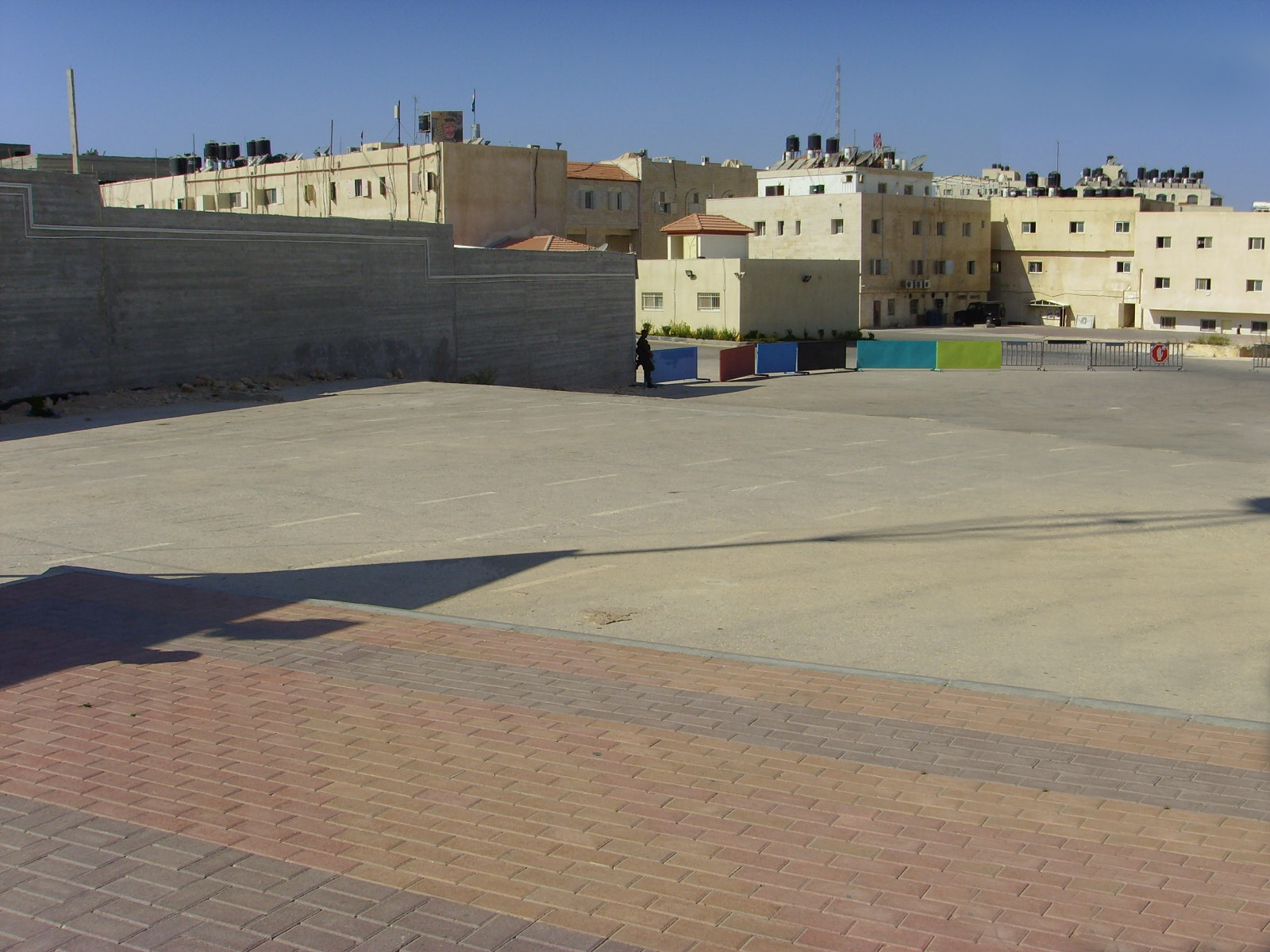
巴勒斯坦民族權力機構總部

拉姆安拉，又译拉马拉（直译：「真主的高度」Rām Allāhⓘ）是巴勒斯坦國的實際首都，位於約旦河西岸拉姆安拉和比雷赫省，東耶路撒冷以北約10公里。拉姆安拉是巴勒斯坦民族权力机构總部所在地，也是大多數國家駐巴勒斯坦外交機構所在地。

## 歷史
拉姆安拉作为现代城市的历史可追溯至16世纪，而此地也有更早时期的考古遗迹。

### 公元前
拉姆安拉附近有发现古代墓穴。拉姆安拉以南的納斯貝泉堆丘考古遗址有可能是《圣经》中本杰明米斯巴的所在地。当地也有一些砖石结构建筑，可追溯至大希律王统治时期。

### 十字军东征时期
当地有发现十字军时期的陶片。拉姆安拉是十字军驻地之一，当时名为拉马利（Ramalie）。当地亦有发现一座十字军时代的拱形门廊建筑，其用途尚不确定。

### 奥斯曼帝国时期
1517年，拉姆安拉随整个巴勒斯坦一起并入奥斯曼帝国。现代拉姆安拉城市由哈达丁家族于16世纪中期建立，该家族由加桑尼德基督徒后裔组成。哈达丁家族原本生活在约旦河以东的卡拉克和舒巴克地区，后因战乱迁徙至此。
拉姆安拉的山区地形与哈达丁家族原本的栖息地相似，吸引了哈达丁家族前来定居。此外，拉姆安拉森林茂密，为哈达丁家族提供了充足的燃料用于锻造。在1596年的税务登记册中，拉姆安拉被列为圣城耶路撒冷的分区。当地有71户基督徒家庭和9户穆斯林家庭。政府对当地小麦、大麦、橄榄和葡萄树等作物征收25%的固定税额。
1838年，美国圣经学者爱德华·罗宾逊访问拉姆安拉，称当地居民为“有希腊礼仪的基督徒”。当地有200名纳税男性，据此估计当时总人口为800-900人。

1883年，《西巴勒斯坦调查》一书对拉姆安拉的记录如下：
（当地是）一座大型基督教村庄，矗立在高耸的山脊上，有许多精心建造的石屋，向西望去可见到大海。当地坐落于花园和橄榄园当中，南面有三处泉水，西面有一处泉水。北面还有三处泉水，距离村庄不到一英里。东面有一口井。东北方向有岩石凿成的坟墓，入口凿得很精巧，但完全被垃圾堵住了。村里有一座希腊教堂，东边有一座拉丁修道院和一所新教校舍，都是现代建筑。村庄的土地是教会财产，属于耶路撒冷圣地。大约四分之一的居民是罗马天主教徒，其余的是希腊东正教教徒。
1948年以色列立國後，離開以色列領土的難民令拉姆安拉的人口在5年內增加了一倍，但同時有約三分一的原居民移民到美國，發展成為美國國內最大阿拉伯裔社群之一。拉姆安拉在第一次中東戰爭後被約旦吞併，居民成為約旦公民。拉姆安拉在1967年六日戰爭後被以色列軍事佔領，以色列人在附近建立的定居點限制了拉姆安拉的發展。以軍直至1995年始撤出市中心，讓巴勒斯坦自治政府進駐，但在外圍保留據點。
2000年開始的新一輪以巴衝突，令拉姆安拉的經濟急速惡化，居民生活也大受影響。
在2004年去世的巴勒斯坦民族權力機構前主席阿拉法特葬於拉姆安拉。